# あたし、今日、失恋しました。
「あたし、今日、失恋しました。」（あたし、きょう、しつれんしました。）は、日本のシンガーソングライター・沢井美空のシングル。2011年5月11日にMASTERSIX FOUNDATIONから発売された。

## 背景
表題曲やカップリングを含め全ての作詞作曲を沢井自身が行った。沢井が作詞作曲を手がけたこの歌は、元々デビューの為に書き下ろしたものではない。「あたし今日〜失恋しました」という言葉とメロディが突然思い浮かんだ沢井が深夜2時に書いた。メロディもリズムも迷わずに、自然と思い浮かんだという。最初は1サビしかなかったが、音源化するには短すぎるということで、サビに「ラララ」を付け足した。収録曲3曲全てが“失恋ソング”である。

## チャート成績
2011年5月9日付けのJapan Hot 100で初登場94位。5月16日付けで一気に31位まで上昇。

## 収録曲
| 全作詞・作曲: 沢井美空。 |                                                |           |            |          |      |
| #                        | タイトル                                       | 作詞      | 作曲・編曲 | 編曲     | 時間 |
| 1.                       | 「あたし、今日、失恋しました。」               | 沢井美空  | 沢井美空   | Shingo.S | 3:34 |
| 2.                       | 「ばいばいサヨナラただのヒト」                 | 沢井美空  | 沢井美空   | 島田昌典 | 4:38 |
| 3.                       | 「あの子のキミ」                               | 沢井美空  | 沢井美空   | 島田     | 4:54 |
| 4.                       | 「あたし、今日、失恋しました。」(Instrumental) | 沢井美空  | 沢井美空   | Shingo.S | 3:41 |
| 合計時間:                | 合計時間:                                      | 合計時間: | 16:57      |          |      |

| #  | タイトル                                                              | 作詞 | 作曲・編曲 |
| -- | --------------------------------------------------------------------- | ---- | ---------- |
| 1. | 「あたし、今日、失恋しました。」(MIKU PLAYING、未公開プレミアム CLIP) |      |            |

## チャート
| チャート（2011年）         | 最高 順位 |
| -------------------------- | --------- |
| Japan Hot 100              | 31        |
| ビルボード Hot Top Airplay | 19        |

## 発売日一覧
| 地域 | 情報          | 規格               |
| ---- | ------------- | ------------------ |
| 日本 | 2011年4月20日 | 携帯端末向け着信音 |
| 日本 | 2011年5月11日 | CD                 |